# Paleopsilopterus itaboraiensis
A Paleopsilopterus itaboraiensis a madarak (Aves) osztályának kígyászdarualakúak (Cariamiformes) rendjébe, ezen belül a fosszilis gyilokmadarak (Phorusrhacidae) családjába tartozó faj.
Nemének egyetlen faja.

## Tudnivalók
A Paleopsilopterus itaboraiensis a röpképtelen gyilokmadaraknak az a faja, amely késő paleocén és a kora eocén korszakok idején élt, mintegy 58,7-48,6 millió évvel élt ezelőtt. Ezt a fosszilis madarat a brazíliai Itaboraí városnál fedezték fel.

### Fordítás
- Ez a szócikk részben vagy egészben  a   Paleopsilopterus című angol Wikipédia-szócikk ezen változatának fordításán alapul.  Az eredeti cikk szerkesztőit annak laptörténete sorolja fel. Ez a jelzés csupán a megfogalmazás eredetét és a szerzői jogokat jelzi, nem szolgál a cikkben szereplő információk forrásmegjelöléseként.